# 1981 na política

## Eventos
- A Grécia adere à União Europeia.

Fevereiro
- 23 de Fevereiro - Em Espanha dá-se um golpe de estado conhecido pela designação de 23-F, que não foi bem sucedido.

Março
- 30 de Março - O presidente dos Estados Unidos da América, Ronald Reagan sofre um atentado.

Abril
- 30 de Abril - Ocorre o Atentado do Riocentro.

Maio
- 24 de Maio - O então presidente do Equador, Jaime Roldós Aguilera, morre em um acidente de avião, quando á aeronave da Força Aérea bateu, sob forte chuva, perto da fronteira do país. Todos os outros passageiros do voo também morreram, á suspeita é de que o presidente sofreu um atentado.

Junho
- 20 de Junho - As vilas portuguesas de Praia da Vitória e Ribeira Grande são elevadas a cidade.

Julho
- 16 de Julho - Mahathir bin Mohamad foi empossado como primeiro-ministro da Malásia e governou o país durante 22 anos, até 2003.

Setembro
- 21 de Setembro - Independência do Belize.

Outubro
- 6 de Outubro - O presidente do Egito Anwar Sadat é assassinado.

Novembro
- 1 de Novembro - Independência de Antigua e Barbuda.

## Líderes políticos
| Data           | Político                        | Cargo             | Local          | Anterior               | Observações                   | Ref   |
| -------------- | ------------------------------- | ----------------- | -------------- | ---------------------- | ----------------------------- | ----- |
|                | Leopoldo Calvo Sotelo y Bustelo | presidente        | Espanha        | Adolfo Suárez González | assume a presidência de facto |       |
|                | Roberto Eduardo Viola           | presidente        | Argentina      | Jorge Rafael Videla    | assume a presidência de facto |       |
|                | Leopoldo Galtieri               | presidente        | Argentina      | Roberto Eduardo Viola  | assume a presidência de facto |       |
| 9 de Janeiro   | Francisco Pinto Balsemão        | primeiro-ministro | Portugal       |                        |                               |       |
| 20 de Janeiro  | Ronald Reagan                   | presidente        | Estados Unidos | Jimmy Carter           | 40º presidente                |       |
| 9 de fevereiro | Wojciech Jaruzelski             | primeiro-ministro | Polónia        |                        | nomeado                       |       |
| 2 ago          | Mohammad- Ali Rajai             | presidente        | Irão           | Abolhassan Bani-sadr   | eleito                        | [ 1 ] |
| 30 ago         | Mohammad- Ali Rajai             | presidente        | Irão           | Abolhassan Bani-sadr   | morte                         | [ 1 ] |
| outubro        | Ali Khamenei                    | presidente        | Irão           | Mohammad- Ali Rajai    |                               | [ 1 ] |
| 6 de Outubro   | Anwar Sadat                     | presidente        | Egito          |                        | assassinado                   |       |
| 14 de Outubro  | Hosni Mubarak                   | presidente        | Egito          |                        | novo presidente               |       |

## Nascimentos
| Data | Nome | Profissão | Nacionalidade | Observações | Ref |
| ---- | ---- | --------- | ------------- | ----------- | --- |

## Mortes
| Data   | Nome                       | Profissão                                                                      | Nacionalidade               | Observações                             | Ref   |
| ------ | -------------------------- | ------------------------------------------------------------------------------ | --------------------------- | --------------------------------------- | ----- |
| 17 jan | Paul Audorff               | oficial alemão                                                                 | Alemanha                    | 1904 Cruz de Cavaleiro da Cruz de Ferro |       |
| 8 abr  | Omar Bradley               | general                                                                        | Estados Unidos              | 1893                                    |       |
| 24 mai | Jaime Roldós Aguilera      | Presidente de Equador (1979 á 1981)                                            | Equador                     | 1941                                    |       |
| 15 jul | Manuel Urrutia Lleó        | presidente de Cuba (1959)                                                      | Cuba                        | 1908                                    |       |
| 21 jul | Artur Bernardes Filho      | senador e ministro do Desenvolvimento, Indústria e Comércio Exterior do Brasil | Brasil                      | 1906                                    |       |
| 1 ago  | Omar Torrijos              | militar e líder do Panamá (1968 a 1981)                                        | Panamá                      | 1929                                    |       |
| 30 ago | Mohammad-Ali Rajai         | presidente do Irão (1981)                                                      | Irão                        | 1933                                    |       |
| 1 set  | Albert Speer               | arquiteto e ministro do armamento nazista                                      | Império Alemão              | 1905                                    |       |
| 6 out  | Anwar Sadat                | presidente do Egipto (1954 a 1970)                                             | Egito                       | 1918 Nobel da Paz 1978                  | [ 2 ] |
| 16 out | Moshe Dayan                | general de Israel                                                              | Império Otomano (Palestina) | 1915                                    |       |
| 18 dez | Enrique Hertzog Garaizabal | presidente da Bolívia (1947 a 1949)                                            | Bolívia                     | 1896                                    |       |